# Casa Museu Verdaguer
La Casa Museu Verdaguer es troba al poble de Folgueroles (Osona), on va néixer el poeta Jacint Verdaguer, i està inclosa en l'Inventari del Patrimoni Arquitectònic de Catalunya. A Barcelona hi ha una altra institució museística dedicada a Verdaguer, MUHBA Vil·la Joana, que depèn del Museu d'Història de Barcelona.

## Història i descripció
Es tracta d'una casa del segle xvii ubicada al carrer Major, 7, al costat de Cal Doctor. És on s'establí el matrimoni de Josep Verdaguer i Josepa Santaló entre 1841 i 1847, quan el poeta tenia dos anys. Totes dues cases formaven un sol edifici i a l'interior són visibles les portes que les comunicaven. És considerada la casa natal del poeta Jacint Verdaguer i fou comprada l'any 1965 per l'associació Amics de Verdaguer i l'Ajuntament de Folgueroles. A partir d'aquell moment s'hi instal·là un modest museu, recollint estris i atuells de l'època del poeta. Cap als anys 1990 es feren gestions a la Generalitat per tal de restaurar-la i fer-la museu del poeta.
Malgrat que tothom la considera la casa natal, hi ha una antiga polèmica que disputa el naixement del poeta al núm. 5 del carrer Sant Jordi, casa dels avis materns, on podria haver anar la mare a infantar. Als dos anys es traslladà al núm. 1 de la plaça que avui porta el seu nom.

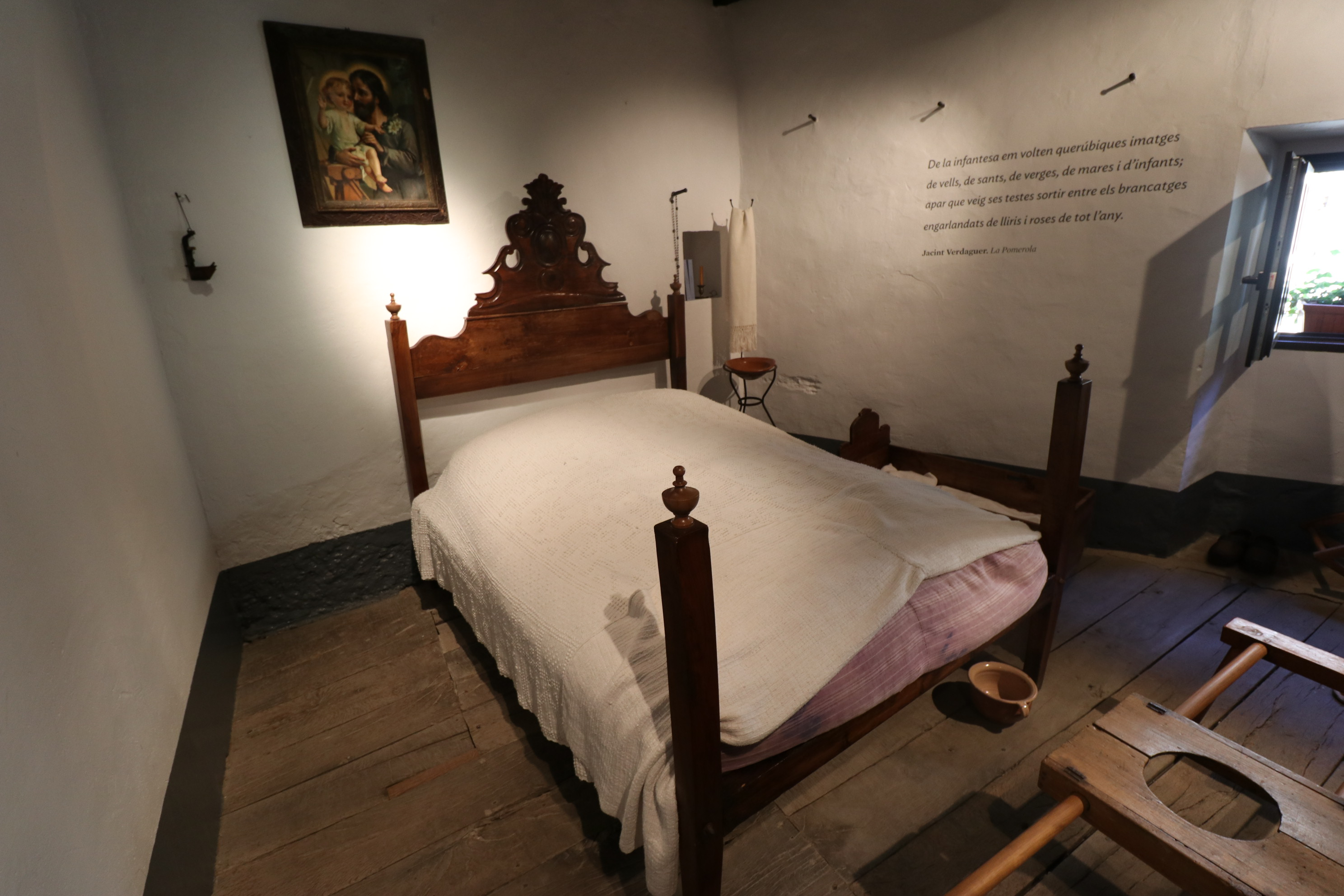
Habitació de la casa

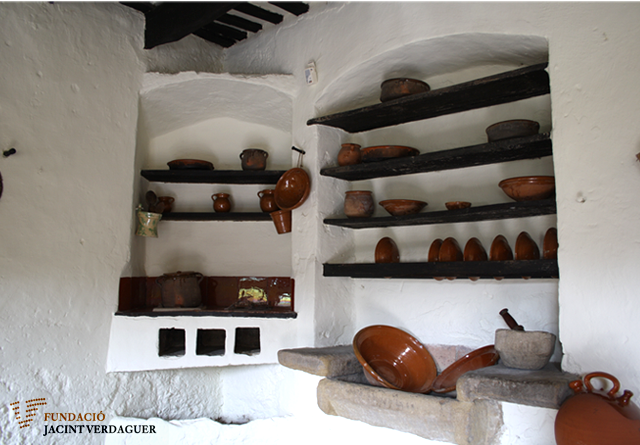
Lleixa de la cuina

La pica baptismal prové de l'església parroquial de Santa Maria de Folgueroles i en ella rebé les aigües baptismals Jacint Verdaguer, l'any 1845. Quan es creà la casa museu del poeta, i degut a les reformes que es produïren a l'església, es va decidir porta la pica a la casa - museu, on actualment es conserva. La pica baptismal té forma de copó i es troba assentada sobre una columna cilíndrica amb anelles a la base. La copa està sobreposada, la part baixa externa presenta unes incisions que formen com una mena de pètals florals, a partir de les quals hi ha diverses motllures que arriben fins a la part superior, la qual és llisa. Interiorment està buidada, formant una mena de semiesfera que s'uneix a una altra de més petita. És una peça massissa de dimensions considerables, esculpida en pedra i conserva restes de policromia.
És una casa de carrer, entre mitgeres, d'un sol tram i formada per planta baixa, primer pis i golfes. El portal és rectangular. A través d'uns graons s'accedeix a l'entrada, on s'obre una finestra. La part posterior, vers migdia, presenta un recinte cobert per volta de maó (antic femer) i una petita eixida. Des de l'entrada, a través d'una escala, vista al primer tram, s'accedeix al primer pis, on hi ha la cuina (S) i una habitació (N). Més a dalt hi ha les golfes, el sostre de les quals segueix el pendent de la teulada. La cuina té una petita eixida amb mur de pedra. Tant a la planta com al primer pis hi ha portals tapiats que antigament comunicaven amb la casa del costat, la núm. 9. Construïda amb pedra unida amb morter de fang, l'estat de conservació és bo, ja que s'ha restaurat.
La zona expositiva està estructurada en tres plantes: la primera havien sigut les antigues corts del bestiar, on ara hi ha l'exposició permanent que permet seguir les etapes de la vida del poeta; la segona planta mostra l'ambientació del segle xix de la cuina i la cambra, època en què hi visqué el jove Cinto. A la tercera planta o al dalt més alt, tal com en diuen els folguerolencs de les golfes, hi ha un espai dedicat a les exposicions temporals i un altre espai dedicat a l'artista Perejaume, així com un audiovisual sobre la trajectòria de Jacint Verdaguer.

### Peces destacades
- Flabiol: S'hi conserva un flabiol construït amb fusta de ginjoler, format per dues peces: cap i bec. Amb cinc forats de digitació a la part superior i tres a la part posterior. El flabiol duu la inscripció pirogravada Reig i Torelló, que corresponen probablement a una data anterior al 1920.[3] Aquest tipus d'instrument es toca amb una sola mà, normalment l'esquerra, mentre que amb l'altra es toquen redobles amb el tambor. Pep Roviretes (1920-1995), l'últim flabiolaire tradicional en actiu de Catalunya, va amenitzar nombroses festes de Savassona, així com la Festa de l'Arbre de Maig, que durant el 2011 ha estat declarada festa popular d'interès cultural per la Generalitat de Catalunya.[4]